# 威寧路駅
威寧路駅（いねいろ-えき）は、中華人民共和国上海市長寧区天山路に位置する上海地下鉄2号線の駅である。

## 駅構造
島式ホーム1面2線の地下駅。
| 2号線ホーム | ←2号線 国家会展中心方面     |
| 2号線ホーム | 島式ホーム                  |
| 2号線ホーム | 2号線 浦東1号2号航站楼方面→ |

## 駅周辺
- 天山中学
- 天源公園
- 水城公園
- 天源河溪公園
- 曹達威公官

## 歴史
- 2006年12月30日 - 開業。

## 隣の駅
上海地下鉄
■2号線
北新涇駅 - 威寧路駅 - 婁山関路駅